# Alfred Braunthal
Alfred Braunthal (Viena, 10 de febrer de 1897 – 4 de febrer de 1980) va ser un sindicalista, economista i científic social austríac.

## Biografia
Nascut a Viena en el si d'una família jueva, Alfred era el germà petit de Julius i Bertha Braunthal, que més tard es van fer prominents en el moviment obrer. Alfred va estudiar filosofia, història i economia a Viena i Berlín, i es va doctorar el 1920.
El 1921, va començar a treballar al diari Leipziger Volkszeitung [Diari popular de Leipzig] escrivint sobre finances i també ensenyant a la Tinz Heimvolkshochschule (instal·lada al castell de Tinz, ara Gera, a Turíngia). Des del 1925 fins al 1928 va ser el director d'aquesta escola socialdemòcrata. També va escriure sobre economia des d'un punt de vista marxista, i des de 1929 va treballar al Centre de Recerca de Política Econòmica.
Quan els nazis van arribar al poder a Alemanya, Braunthal va fugir a Bèlgica, on va passar un temps com a ajudant d' Hendrik de Man. El 1936, va emigrar als Estats Units, establint-se a la ciutat de Nova York. Allà, va començar com a director d'investigació de la United Hatters, Cap and Millinery Workers International Union [Sindicat Internacional de Treballadors de Barreres, Gorres i Molineries, també conegut per sigles com UHCMW, U.H.C. & M.W.I.U. i UHC & MWIU], els seus escrits sobre economia es van preocupar més per les qüestions pràctiques immediates i es van veure influenciats per John Maynard Keynes. També va ser actiu a la Delegació del Treball Alemanya.
En 1949, Braunthal esdevé el primer cap del departament econòmic i social de la Confederació Internacional de Sindicats Lliures [conegut per les sigles angleses ICFTU) amb seu a Brussel·les. A partir de 1960, també va exercir com a secretari general adjunt de la federació. Es va jubilar el 1968.